# Campionati del mondo di atletica leggera 2011 - 10000 metri piani maschili
La gara dei 10000 metri piani maschili dei Campionati del mondo di atletica leggera 2011 si è svolta la sera del 28 agosto allo Stadio di Taegu.

## Podio
| Posizione | Atleta         | Nazione       |
| --------- | -------------- | ------------- |
| Oro       | Ibrahim Jeilan | Etiopia       |
| Argento   | Mohamed Farah  | Gran Bretagna |
| Bronzo    | Imane Merga    | Etiopia       |

## Situazione pre-gara

### Record
Prima di questa competizione, il record del mondo e il record dei campionati erano i seguenti.
| Record                | Prestazione | Atleta                  | Data                             | Competizione  |
| --------------------- | ----------- | ----------------------- | -------------------------------- | ------------- |
| Record mondiale       | 26'17"53    | Kenenisa Bekele Etiopia | 26 agosto 2005 Bruxelles, Belgio |               |
| Record dei campionati | 26'46"31    | Kenenisa Bekele Etiopia | 17 agosto 2009 Berlino, Germania | Mondiali 2009 |

## Risultati

### Finale
| Pos.    | Atleta                | Nazione       | Tempo    | Note                                     |
| ------- | --------------------- | ------------- | -------- | ---------------------------------------- |
| Oro     | Ibrahim Jeilan        | Etiopia       | 27'13"81 |                                          |
| Argento | Mohamed Farah         | Gran Bretagna | 27'14"07 |                                          |
| Bronzo  | Imane Merga           | Etiopia       | 27'19"14 |                                          |
| 4       | Zersenay Tadese       | Eritrea       | 27'22"57 |                                          |
| 5       | Martin Mathathi       | Kenya         | 27'23"87 |                                          |
| 6       | Peter Cheruiyot Kirui | Kenya         | 27'25"63 | Miglior prestazione personale            |
| 7       | Galen Rupp            | Stati Uniti   | 27'26"84 | Miglior prestazione personale stagionale |
| 8       | Sileshi Sihine        | Etiopia       | 27'34"11 |                                          |
| 9       | Paul Kipngetich Tanui | Kenya         | 27'54"03 |                                          |
| 10      | Matt Tegenkamp        | Stati Uniti   | 28'41"62 |                                          |
| 11      | Rui Silva             | Portogallo    | 28'48"62 |                                          |
| 12      | Daniele Meucci        | Italia        | 28'50"28 |                                          |
| 13      | Stephen Mokoka        | Sudafrica     | 28'51"97 |                                          |
| 14      | Scott Bauhs           | Stati Uniti   | 29'03"92 |                                          |
| 15      | Yuki Sato             | Giappone      | 29'04"15 |                                          |
| 16      | Juan Carlos Romero    | Messico       | 29'38"38 |                                          |
|         | Kenenisa Bekele       | Etiopia       | dnf      |                                          |
|         | Ali Hasan Mahboob     | Bahrein       | dnf      |                                          |
|         | Byron Piedra          | Ecuador       | dnf      |                                          |
|         | Teklemariam Medhin    | Eritrea       | dns      |                                          |